# 賽特斯多夫巴赫河
49°10′24″N 10°49′05″E / 49.17345°N 10.81801°E
賽特斯多夫巴赫河是德國的河流，位於該國東南部，由巴伐利亞負責管轄，屬於埃爾巴赫河的左支流，河道全長1.6公里，流域面積1.1平方公里，發源自豪恩多夫附近。